# Pod Beskydom
Pod Beskydom je přírodní rezervace v katastrálním území obce Nižná Polianka v okrese Bardejov v Prešovském kraji na Slovensku. Území bylo vyhlášeno v roce 1988 a jeho rozloha je 8,45 hektaru. Předmětem ochrany jsou zachovalá společenstva slatinných luk v Nízkých Beskydech. Nejvzácnějším rostlinným druhem v rezervaci je hadilka obecná (Ophioglossum vulgatum).